# Caloosahatchee National Wildlife Refuge
Il Caloosahatchee National Wildlife Refuge (Rifugio Nazionale di Animali e piante selvatiche di Caloosahatchee) è una parte del National Wildlife Refuge System (Sistema di Rifugo Nazionale di Animali e piante selvatiche) degli Stati Uniti, collocato sul Caloosahatchee River, dietro al Caloosahatchee Bridge dell'I-75, dentro la città di Fort Myers. Il rifugio di 40 acri è stato fondato il 1º gennaio 1921. È amministrato come una parte del J.N. "Ding" Darling National Wildlife Refuge Complex.